# Täve Schur
Gustav Adolf „Täve“ Schur (* 23. Februar 1931 in Biederitz-Heyrothsberge) ist ein ehemaliger deutscher Radrennfahrer. Er war neunmal Sportler des Jahres in der DDR, so häufig wie kein anderer Sportler. Als jeweils erster Deutscher gewann er die Weltmeisterschaft der Amateure und die Internationale Friedensfahrt.
Schur war von 1958 bis 1990 Volkskammerabgeordneter für die FDJ, SED bzw. PDS. Von 1998 bis 2002 gehörte Schur der PDS-Fraktion im Deutschen Bundestag an.

## Leben
Der unter seinem Spitznamen Täve (abgeleitet von Gustav) bekannt gewordene Gustav Adolf Schur ist der Sohn eines Ziegeleiarbeiters, wuchs in Heyrothsberge in der Nähe von Magdeburg auf und absolvierte nach dem Besuch der Volksschule von 1945 bis 1948 eine Lehrausbildung zum Maschinenmechaniker.

### Sportkarriere

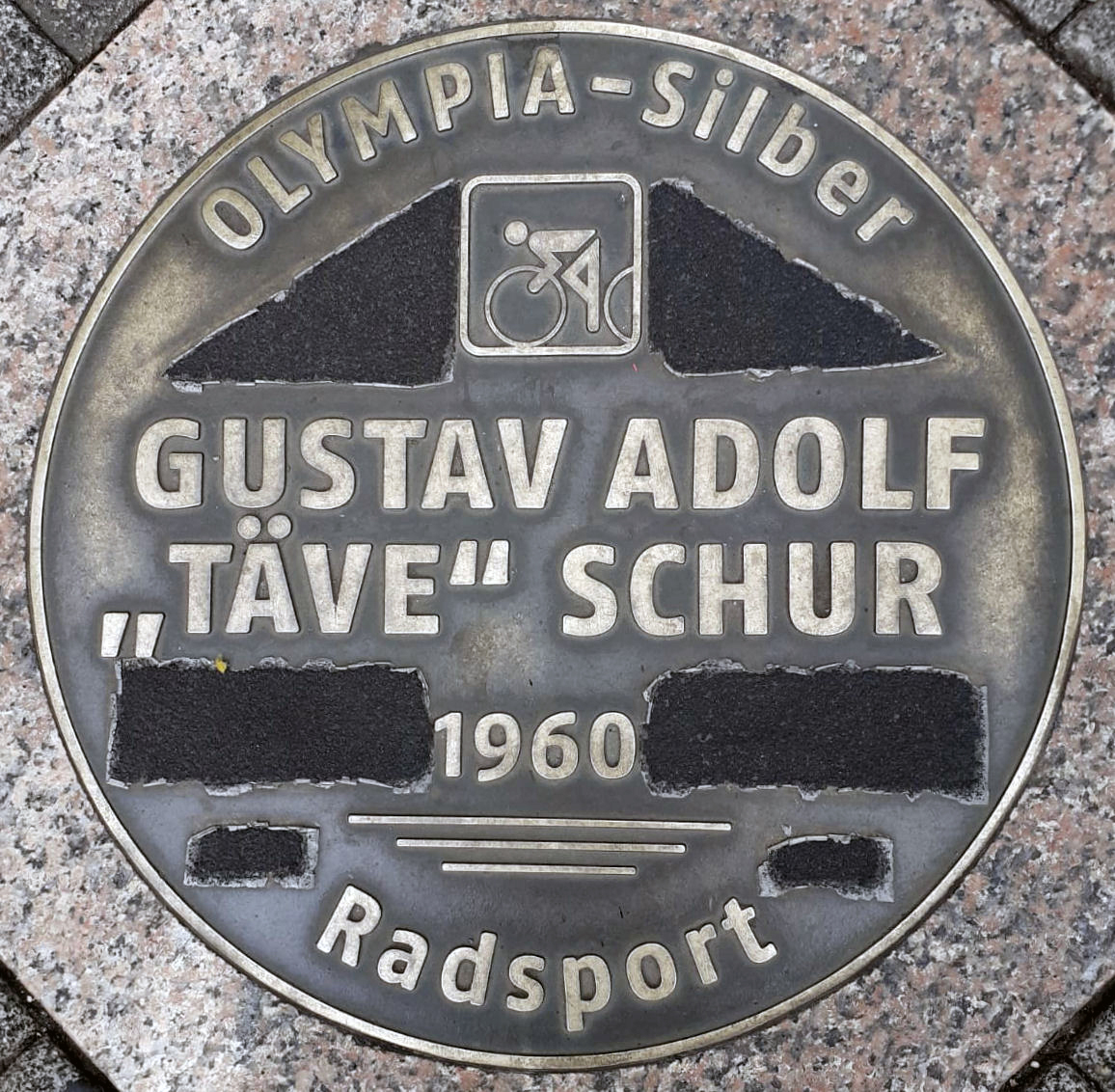
Sports Walk of Fame in Magdeburg

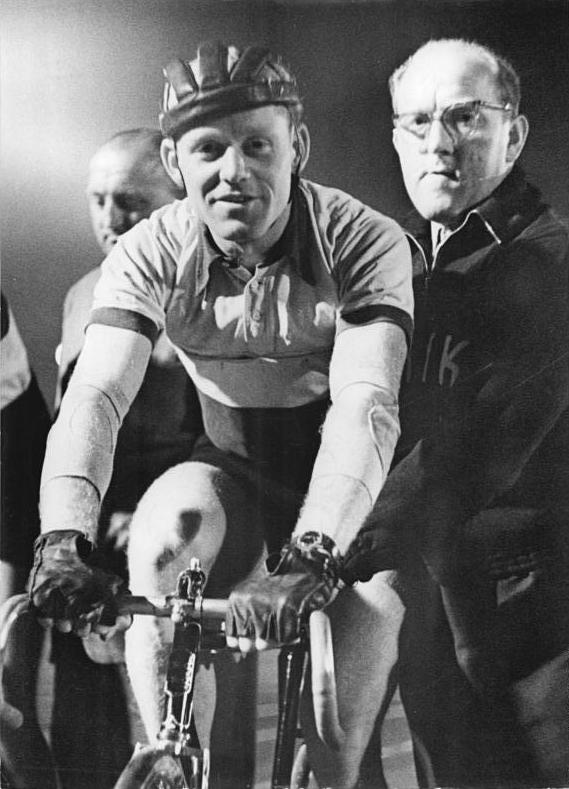
Schur mit seinem Trainer Herbert Weisbrodt 1957

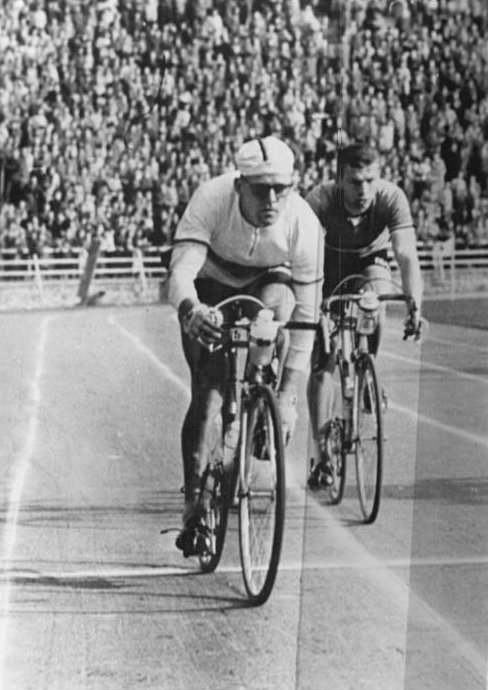
Schur bei der ersten Etappe der Friedensfahrt 1960

Mit dem Radsport begann er mit 19 Jahren bei BSG Grün-Rot Magdeburg, die 1951 der Radsportsektion der BSG Aufbau Börde Magdeburg angeschlossen wurde. Sein erstes Rennen hatte er allerdings noch als Tourenfahrer 1950 absolviert. In dieser Klasse gewann er drei Rennen in Serie und wurde von den Trainern der BSG Aufbau Börde Magdeburg für den Radsport entdeckt.  Er begann in der Allgemeinen Klasse und qualifizierte sich innerhalb eines Jahres über die Leistungsklasse II in die oberste Leistungsklasse des DDR-Radsports. Schur gewann am 23. September 1951 das DDR-Eintagesrennen Rund um Berlin. Im Jahr darauf gehörte Schur erstmals der DDR-Auswahl für die Internationale Friedensfahrt an, die er mit drei Podiumsplätzen nach zwölf Etappen auf dem zehnten Gesamtrang abschloss. Bei der Friedensfahrt 1953 belegte Schur in der Gesamteinzelwertung den dritten Platz und war maßgeblich daran beteiligt, dass die DDR-Mannschaft unter Kapitän Paul Dinter zum ersten Mal das Blaue Trikot der besten Mannschaft gewinnen konnte. Auf nationaler Ebene folgten Siege bei der DDR-Rundfahrt mit zwei Etappensiegen und der DDR-Meisterschaft im Querfeldein. Am Ende des Jahres 1953 gewann Schur die unter der Bevölkerung erstmals durchgeführte Umfrage zum DDR-Sportler des Jahres. 1954 begann er ein Sportstudium an der Deutschen Hochschule für Körperkultur in Leipzig.
1954 errang Schur bei den DDR-Straßen-Radmeisterschaften seinen ersten nationalen Meistertitel auf der Straße. Am 1. August siegte er im Rennen der Studenten-Weltmeisterschaften in Budapest. 1954 gewann er auch den Großen Conti-Straßenpreis in Hannover. Des Weiteren verteidigte er erfolgreich seinen Titel bei der DDR-Rundfahrt und war bei den Weltmeisterschaften in Solingen mit Rang sechs in der Amateur-Klasse der bestplatzierte deutsche Teilnehmer. Die Harzrundfahrt konnte er 1955, 1956, 1959 und 1960 gewinnen, die erste Ausgabe des Tribüne Bergpreises 1956. Er gewann den Großen Diamant-Preis, wie auch später 1956 und 1961. Am Jahresende wurde er erneut DDR-Sportler des Jahres. 1955 schied er im Weltmeisterschaftsrennen aus.
In der Folgezeit etablierte sich Schur – mittlerweile Mitglied im Sportclub SC Wissenschaft DHfK Leipzig – endgültig als Aushängeschild des DDR-Radsports und feierte bis 1961 weitere fünf Meistertitel im Straßen-Einzelrennen sowie vier Gesamtsiege bei der DDR-Rundfahrt. Seinen internationalen sportlichen Durchbruch erlebte Schur 1955 bei der Friedensfahrt, als er den ersten Sieg eines DDR-Fahrers in der Gesamteinzelwertung erreichte. 1959 gewann er darüber hinaus als erster Teilnehmer in der Friedensfahrthistorie ein weiteres Mal das Gelbe Trikot. Schur wurde zwölfmal in das DDR-Aufgebot für die Friedensfahrt berufen, wo er zwei Gesamt- und neun Etappensiege erreichte.
Bei den Weltmeisterschaften hatte Schur bis 1957 Edelmetall nur knapp verpasst, bevor er schließlich 1958 Weltmeister wurde und sich als erster DDR-Fahrer und als zweiter Deutscher das Regenbogentrikot sicherte. Im Jahr darauf gelang ihm als erstem Amateur-Weltmeister die Titelverteidigung, womit er auch für die Titelkämpfe 1960 in der DDR als Favorit galt. Doch trotz des Heimvorteils blieb Schur der WM-Hattrick verwehrt, als er hinter Überraschungssieger Bernhard Eckstein als Zweiter die Ziellinie überquerte. Dennoch avancierte Täve Schur an jenem 13. August 1960 endgültig zur Sportlerlegende, da seine taktische Entscheidung, die eigenen Siegchancen dem möglichen Erfolg des Teamkameraden zu opfern, in den DDR-Medien besonders beachtet und entsprechend gewürdigt wurde. Schur gewann 1960 zum achten Mal in Folge die Umfrage zum Sportler des Jahres.
Sowohl 1956 als auch 1960 nahm Schur als Mitglied der gesamtdeutschen Mannschaft an den Olympischen Sommerspielen teil. 1956 in Melbourne belegte er im Einzelrennen den fünften Rang und hatte damit wesentlichen Anteil am Gewinn der Bronzemedaille in der Mannschaftswertung. Zuvor hatte er zwei der vier Olympiaausscheidungsrennen im Straßenradsport 1956 gewonnen.
1960 gehörte Schur in Rom zum silberdekorierten Vierer im erstmals ausgetragenen Mannschaftszeitfahren.
Nachdem er 1960 bei der Friedensfahrt ein letztes Mal Etappensieger und nur 16. im Endklassement werden konnte, rangierte er 1961 auf Rang 8 mit rund 20 Minuten Rückstand auf Gesamtsieger Melichow. Im selben Jahr verbesserte er dann bei der DDR-Rundfahrt einen besonderen Rekord, als er fünf Etappen in Folge als Sieger beendete. Anschließend wurde er zum sechsten Mal DDR-Straßenmeister und nahm in der Schweiz letztmals an der UCI-Straßenweltmeisterschaft teil, wo er im Hauptfeld als 23. ins Ziel kam.
Im Jahr 1963 schloss Schur mit dem Erwerb des Trainerdiploms sein DHfK-Studium in Leipzig ab und bestritt nach einjähriger Pause erneut die Friedensfahrt als Kapitän der siegreichen DDR-Mannschaft. Im Gesamtklassement rangierte er auf Platz 10. Im Juni 1963 konnte er bei einem Rundstreckenrennen in Torgau letztmals als Sieger über den Zielstrich fahren. In der Schweden-Rundfahrt belegte er als Kapitän der DDR-Mannschaft den 4. Platz. Ein Jahr später nahm er zum zwölften Mal am Course de la Paix teil und blieb bis zuletzt Inhaber dieses Rekordes. 1964 konnte er nur einmal Etappendritter und 17. der Gesamtwertung werden, jedoch erneut das DDR-Sextett zum Mannschaftssieg führen. Nach den deutsch-deutschen Olympia-Qualifikationsrennen für Tokio beendete Schur die aktive Laufbahn im Alter von 33 Jahren und wechselte ins Traineramt, wo er bis 1973 tätig war. Anschließend war Schur Stellvertretender Vorsitzender des DTSB-Bezirksvorstandes Magdeburg.
Am 29. September 1969 wurde vom DDR-Fernsehen, genauer von der Unterhaltungssendung Spiel mit, ein Treffen von 13 prominenten früheren Teilnehmern der Internationalen Friedensfahrt organisiert. 12 von ihnen starteten zu einem Prominentenrennen in Schurs Heimatort Heyrothsberge. Das Rennen führte nach Magdeburg, wo mehr als 20.000 Zuschauer die Fahrer erwarteten. Unter den Startern waren u. a. Stan Brittain, Romeo Venturelli, Louis Proost, Piet Damen, Wiktor Kapitonow, Livio Trape, Vagn Bangsborg und Stanislaw Gazda.
Noch zu seiner aktiven Zeit wurde ein Sportstadion in Tangerhütte in „Gustav-Adolf-Schur-Kampfbahn“ umbenannt.

### Neben dem Sport

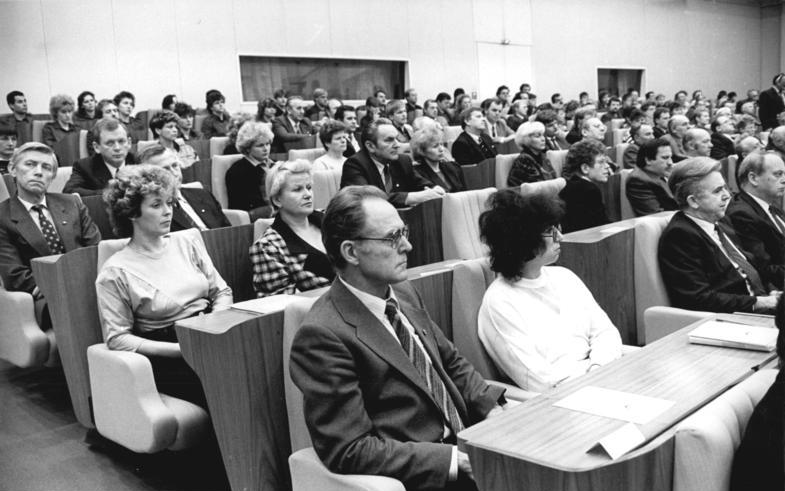
Volkskammer-Abgeordneter Gustav-Adolf Schur (vorn) bei einer Sondersitzung 1988

Mit seinem ältesten Sohn Jan Schur, Olympiasieger 1988 und Weltmeister 1989 im 100-km-Mannschaftszeitfahren sowie Friedensfahrt-Teilnehmer 1988, kann eines seiner Kinder ebenfalls auf eine erfolgreiche Radsport-Karriere verweisen.
Bei einer anlässlich des 30. Jahrestages der DDR durchgeführten Umfrage nach den besten und populärsten DDR-Sportlern aller Zeiten belegte er 1979 den ersten Platz. Auch bei einer ähnlichen Wahl zum 40-jährigen Staatsjubiläum 1989 wurde Schur, 25 Jahre nach Beendigung seiner aktiven Laufbahn, mit fast der Hälfte aller Stimmen auf Platz eins gewählt.
Aufgrund seiner Volksverbundenheit und Linientreue kam Schur in der DDR-Propaganda auch die Rolle eines heldenhaften Musterbürgers zu. Schur besaß bereits zu seiner Zeit als Aktiver ein Abgeordnetenmandat für die Volkskammer, welches er von 1958 bis 1990 zuerst für die FDJ und später für die SED und die PDS wahrnahm. Über die Landesliste der PDS Sachsen zog er 1998 in den 14. Deutschen Bundestag ein, dem er bis 2002 angehörte. Für die Fraktion fungierte er als sportpolitischer Sprecher und setzte sich insbesondere für den Breitensport ein. Auch wenn er ein Sportstar war, so sah er sich gerade als Radrennfahrer immer als Teil der Mannschaft, des Kollektivs.
Schur war Vorsitzender des Kuratoriums Friedensfahrt Course de la Paix e. V. für den Erhalt und die Fortsetzung des gleichnamigen Radrennens und das Friedensfahrtmuseum in Kleinmühlingen (Sachsen-Anhalt), wo Exponate zur Friedensfahrt – Preise, Trikots, Bilder und anderes – besichtigt werden können.
1963 spielte Schur in dem Kinderfilm Daniel und der Weltmeister mit. 1990 hatte er eine Nebenrolle im Spielfilm Letztes aus der Da Da eR.

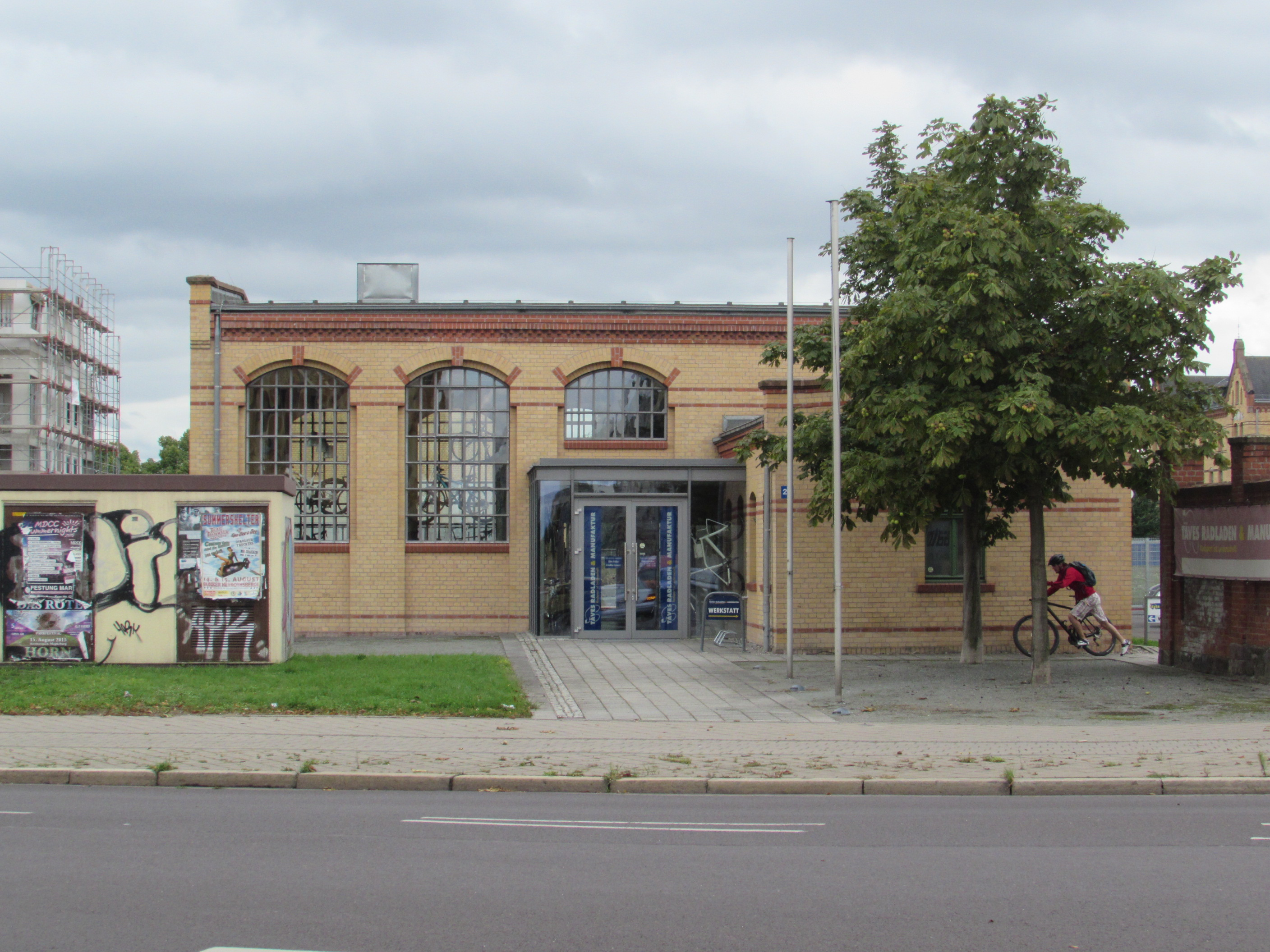
Täves Radladen & Manufaktur in Magdeburg

Seit 1992 betreibt Schur ein Fahrradgeschäft in Magdeburg. Der Inhaber ist sein Sohn Gus-Erik Schur, der ebenfalls erfolgreich Radrennen bestritt. Täves Radladen & Manufaktur unterstützt den Radsportverein RC Lostau, dessen Mitglieder unter dem Namen Team Täves Radladen europaweit an Radrennen teilnehmen. Zudem hat Täve Schur zahlreiche Ehrenämter inne und hält Vorträge.
2005 wurde der am 16. Oktober 2000 in der Volkssternwarte Drebach (Erzgebirge) entdeckte Asteroid 2000 UR nach Schur benannt. Er bewegt sich im Asteroidengürtel zwischen den Planeten Mars und Jupiter um die Sonne und trägt die offizielle Bezeichnung (38976) Taeve.
Schur bekannte sich auch nach der Wende und friedlichen Revolution in der DDR zu den Ideen des Sozialismus und gehört der Partei Die Linke an.

## Familiäres

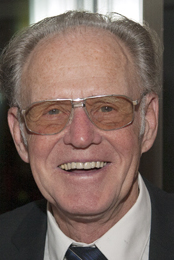
Täve Schur, 2014

Er war von 1962 bis zu ihrem Tod mit Renate Schur, geborene Drasdo, (1932–2020) verheiratet und hat mit ihr zwei Söhne und zwei Töchter. Neben seinem Sohn Jan, der 1988 bei den Olympischen Spielen in Seoul die Goldmedaille im Mannschaftszeitfahren gewann, waren auch sein Sohn Gus-Erik und seine Tochter Susanna einige Jahre beim SC DHfK Leipzig als Radsportler aktiv. Auch sein jüngerer Bruder Heinz (* 1937) fuhr einige Jahre für den Leipziger Sportclub Radrennen. Schur hat zwei Schwestern und zwei Brüder. Er wohnt zeitlebens bis heute in seinem Geburtsort Heyrothsberge, einer kleinen Gemeinde östlich von Magdeburg.

## Kritik
Schur gehörte neben 22 weiteren Personen zu den Kandidaten für eine Aufnahme in die Hall of Fame des deutschen Sports. Schurs Nominierung stieß beim Verein für Doping-Opfer-Hilfe auf Widerstand. So kritisierten Ines Geipel, Andreas Krieger und andere DDR-Dopingopfer in einem Offenen Brief, dass Schur eine „zentrale Propagandafigur des kriminellen DDR-Sports gewesen sei, der mehr als 30 Jahre Abgeordneter in der Volkskammer der DDR war“. Darüber hinaus warfen sie Schur, der 2002 gegen das Dopingopfer-Hilfegesetz gestimmt hatte, vor, im Bundestag gegen die Aufklärung des „Körperlaboratoriums DDR“ sowie gegen eine Entschädigung der Opfer des DDR-Sports votiert zu haben und bezeichneten ihn als „notorischen Geschichtsverleugner, der das missbräuchliche Tun im DDR-Sport banalisiert und die Opfer kalt diskreditiert.“ In einer öffentlichen Stellungnahme verteidigten die Verantwortlichen der Stiftung Deutsche Sporthilfe ihre Entscheidung zu Schur, da „nach heutigem Kenntnisstand keine personifizierte, justiziable Belege für Verfehlungen existieren, die einer Kandidatur widersprochen hätten“. Im August 2011 bestritt Schur bei einer Buchpräsentation das staatliche Zwangsdoping im DDR-Sport.
Bereits in den Jahren zuvor wurde Schur von Kritikern wiederholt eine Verklärung des DDR-Unrechts, mit dem Hinweis auf seine Äußerungen zum ostdeutschen Dopingnetzwerk, seinen Ansichten zur Legitimation des Mauerbaus und des Schießbefehls an der Innerdeutschen Grenze, vorgeworfen. Letztlich wurde Schur nicht in die Hall of Fame aufgenommen, was ebenfalls auf Kritik stieß.

## Veröffentlichungen
- Täve, die Autobiografie. Gustav Adolf Schur erzählt sein Leben. Verlag Das Neue Berlin, Berlin 2011, ISBN 978-3-355-01783-1.
- Der Ruhm und ich. Spotless-Verlag, Berlin 2011, ISBN 978-3-360-02054-3.
- Täve, die Autobiografie. Gustav Adolf Schur erzählt sein Leben. 2., überarbeitete und erweiterte Auflage. Verlag Das Neue Berlin, Berlin 2011, ISBN 978-3-355-01783-1.
- Was mir wichtig ist. Neues Leben, Berlin 2020, ISBN 978-3-355-01893-7.

## Auszeichnungen (Auswahl)
- 1957: Vaterländischer Verdienstorden in Bronze
- 1959: Vaterländischer Verdienstorden in Silber
- 1960: Vaterländischer Verdienstorden in Gold
- vor 1964: Verdienstmedaille der DDR
- 1969: Ehrenspange zum Vaterländischen Verdienstorden in Gold

## Literatur

Bücher über Täve Schur